# Liste der braunschweigischen Gesandten in Preußen
Dies ist eine Liste von Gesandten des Fürstentums Braunschweig-Wolfenbüttel und des Herzogtums Braunschweig in Preußen.

## Gesandte
1747: Aufnahme diplomatischer Beziehungen
…
1807–1829: keine Beziehungen
- 1829–1831: August von Meyern Hohenberg (–1845)
- 1831–1849: Carl von Roeder von Bomsdorff (1785–1866)

1849–1851: keine Beziehungen
- 1851–1861: Friedrich von Liebe (1809–1885)
- 1862–1867: Friedrich Albert von Löhneysen (1804–1878)
- 1867–1885: Friedrich von Liebe (1809–1885)
- 1885–1906: Burghard von Cramm-Burgdorf (1837–1913)
- 1906–1913: vakant
- 1913–1932: Friedrich Boden (1870–1947)

1932: Auflösung der Gesandtschaft am 31. März